# NGC 383
NGC 383 (другие обозначения — UGC 689, ARP 331, MCG 5-3-53, VV 193, ZWG 501.87, 3C 31, KCPG 23B, Z 0104.7+3209, 4ZW 38, PGC 3982) — галактика в созвездии Рыбы.
Она указан в 1966 г. в «Атласе АРП галактик» Халтона Арпа. Недавние открытия, проведённые Национальной радиоастрономической обсерваторией в 2006 году, показывают, что NGC 383 делится пополам релятивистскими электронами высокой энергии, движущимися с относительно высокими долями скорости света. Эти релятивистские электроны регистрируются как синхротронное излучение на рентгеновских и радиоволнах. Центром этой интенсивной энергии является галактический центр NGC 383. Релятивистские электронные струи, обнаруженные как синхротронное излучение, распространяются на несколько тысяч парсеков, а затем, по-видимому, рассеиваются на концах в виде стримеров или нитей.
Есть ещё четыре близлежащие галактики NGC 379, NGC 380, NGC 385 и NGC 384, которые предположительно тесно связаны с NGC 383, а также несколько других галактик на относительно близком расстоянии.
Сверхновая типа 1a, SN 2015ar, была обнаружена в NGC 383 в ноябре 2015 года
Объект был обнаружен 1784 года астрономом Уильямом Гершелем.
Этот объект входит в число перечисленных в оригинальной редакции «Нового общего каталога».

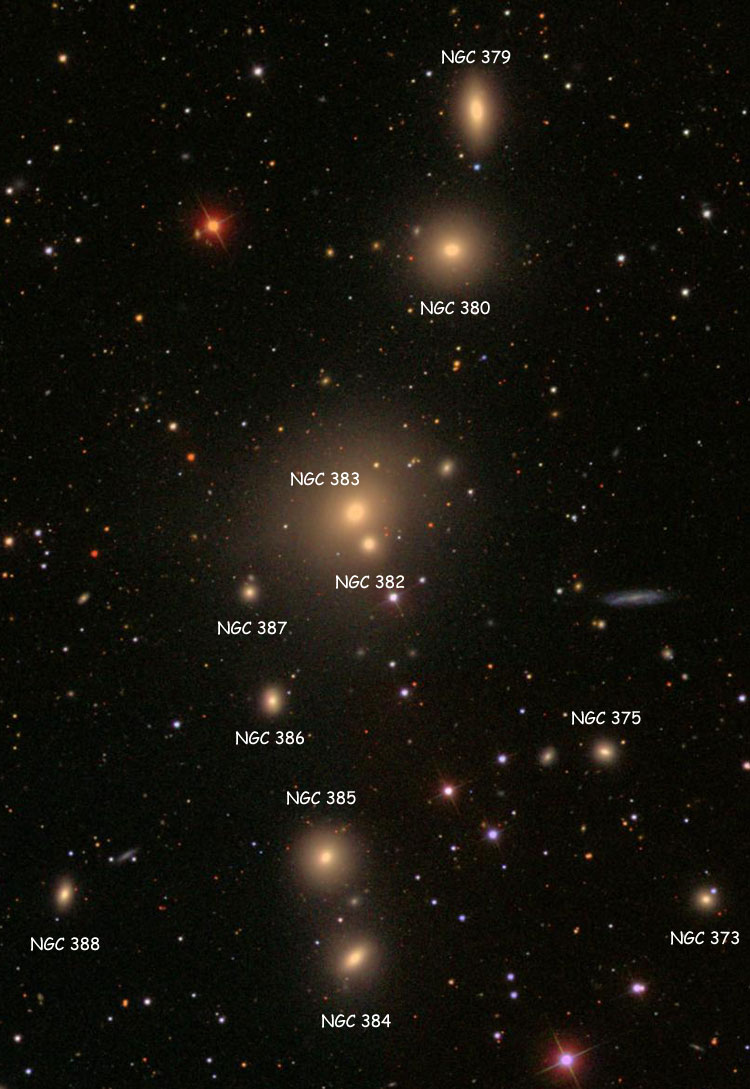
Галактическая цепь Arp 331. (SDSS)

Галактика NGC 383 входит в состав группы галактик NGC 452. Помимо NGC 383 в группу также входят ещё 26 галактик.